# Pelzkollier-Kopfform
Eine Pelzkollier-Kopfform, je nach Größe auch als Fuchskopfform, Marderkopfform oder Hermelinkopfform bezeichnet, dient als Grundlage zur Ausformung der Köpfe von Pelzkolliers, der Pelzschals in Tierform.
Formen aus Pappe verbleiben im Kollier. Für feinere Arbeiten werden Holzformen verwendet, die vor der Fertigstellung des Kolliers wieder entfernt werden.
Für die Anfertigung und ausführlichere Historie dieser Kragen beziehungsweise Schals siehe → Pelzkolliers.

## Geschichte

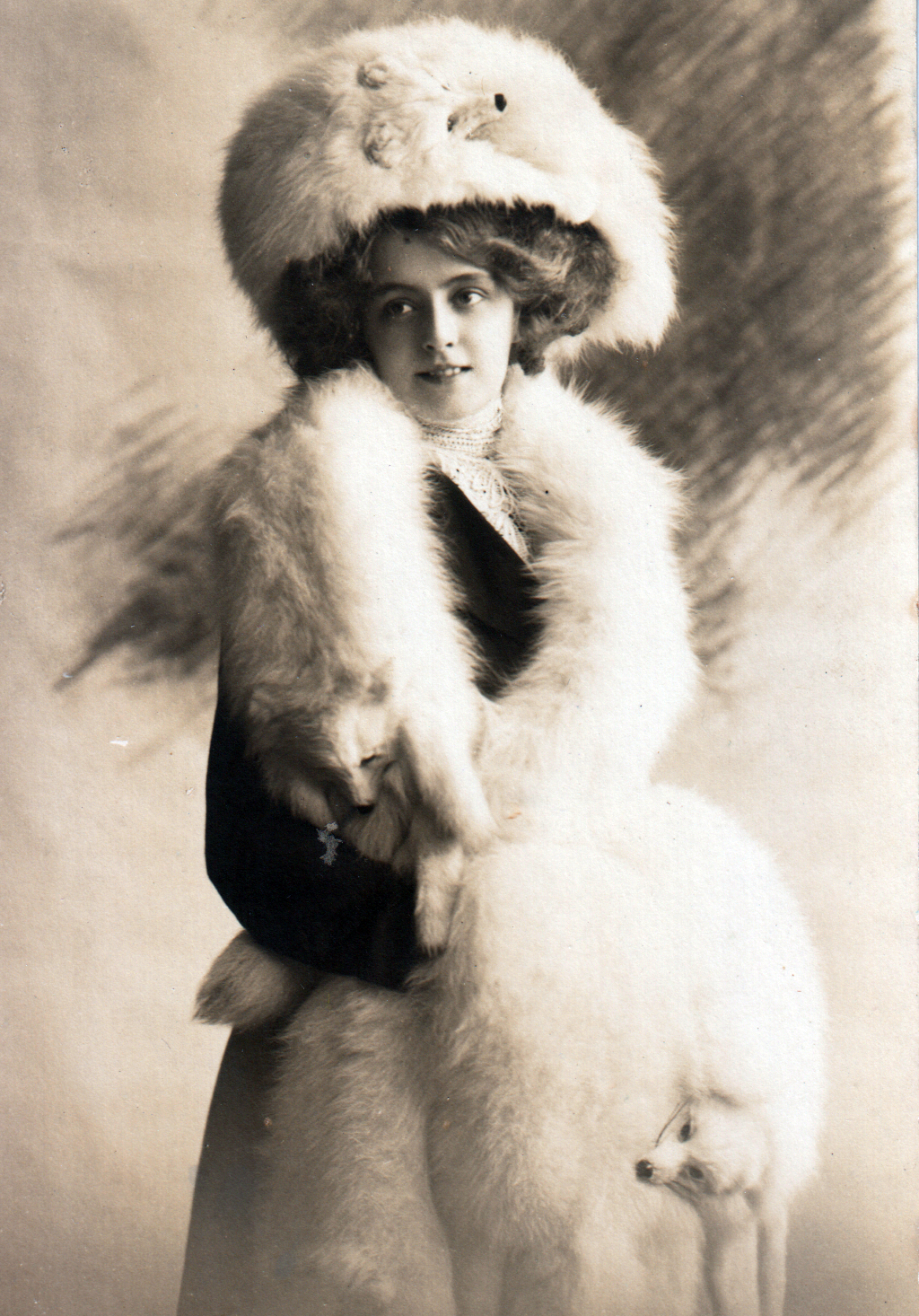
Polarfuchsköpfe an Muff, Pelzkollier und Pelzhut (etwa 1910)

Der Vorgänger des Pelzkolliers war der sogenannte „Flohpelz“. Ein Flohpelz oder Flohpelzchen, aus dem Italienischen kommend, auch Zibellino („Zobelchen“) genannt, war ein kleines Kollier aus Hermelin-, Zobel-, Iltis- oder Marderfell mit ausgearbeitetem Kopf, Schwanz und Pfoten, häufig mit edlen Steinen verziert, das im Spätmittelalter und insbesondere in der Renaissance in europäischen Adelskreisen und beim sehr wohlhabenden Bürgertum in Mode kam. Er wurde über die Schulter gehängt getragen oder gelegentlich auch an einem Kettchen am Gürtel. Angeblich sollte es die Funktion des Flohpelzes sein, lästige Insekten wie zum Beispiel Flöhe anzuziehen und vom Körper des Trägers abzulenken. Da die Flöhe auf Körperwärme und nicht auf Haare reagieren, spricht einiges dafür, dass dem vornehmlich in der Hand zu tragenden Pelz die Wirkung als Flohfalle erst nachträglich zugesprochen wurde.[8] Die Köpfe waren bereits in der späteren Art ausgeformt, jedoch weniger flach. Über die Herstellung dieses Accessoires scheint nichts bekannt zu sein, die Kopfform modellierte sich der Hersteller vermutlich jedes Mal individuell neu.
Um etwa Mitte des 19. kamen diese Tierschals erneut in Mode, diesmal in großer Zahl für das breite Bürgertum. Ein ganz großes Thema war die Pelzgarnitur, bestehend aus Pelzmütze, Pelzschal, Pelzhandschuhen und Pelzmuff. Die Mode begnügte sich bald nicht mit einem Pelztier, sondern verlangte gleich mehrere, und zwar mit möglichst großen Köpfen und möglichst vielen Schwänzen und Pfötchen: „Den Gipfelpunkt dieser Modeübertreibung bedeuteten die Pelztierköpfe, die auch »Töne« von sich geben und deren Schnäuzchen mit einem Maulkörbchen das Beißen verwehrt wurde“. Häufig waren diese Accessoires mit „Aufputzköpfchen und Schweifchen“ versehen, insbesondere die vielen aus Hermelinfell gearbeiteten Teile. Beliebt war es, aus dem Hermelin- oder Weißfuchsmuff ein kleines Hermelin oder einen Fuchskopf samt den Vorderpfötchen herausschauen zu lassen.
Dank der Seltenheit und Begehrtheit waren Kolliers aus Silberfuchsfell ganz außergewöhnlich kostbar. Sie wurden durch eine Pelzveredlung von weniger teuren Fellarten imitiert, oder aber der gemeine Rotfuchs wurde naturbelassen verwendet. Nicht jede Dame kleidete ein solch opulentes Modezubehör. Gleichzeitig waren auch die sehr viel kleineren Marderkolliers, Iltiskolliers und Hermelinkolliers beliebt, mit Zunahme der Nerzzucht besonders Nerzkolliers.
Zu einem ausgearbeiteten Kopf gehören die dunkle Nasenspitze (der Nasenschwamm), Glasaugen und Fellohren. Selten nur ging man in der Naturalisierung so weit, dass man auch ein Gebiss einarbeitete, das dann bereits in die Pappform eingearbeitet war. Bis etwa in die 1980er Jahre wurden solche Pelzkolliers im östlichen Europa noch vertrieben.
Mitte der 1950er Jahre ging die Epoche der Pelzkolliers dem Ende zu. Immer wieder gab es in der Zeit der Fuchskolliers auch Fuchsboas, also lange schmale Pelzschals, die als einseitigen Abschluss ebenfalls einen Fuchskopf wie ein Kollier hatten. Etwa in den 1980er Jahren wurden preiswerte Boas aus Fuchsschweifen in großer Zahl verkauft, an die häufig ebenfalls ein auf eine Pappform aufgezogener Kopf angearbeitet war.

## Herstellung
Der Wiener Kürschner Alexander Tuma beschrieb im Jahr 1950 die industrielle Herstellung der Pappformen:
„Große Prägemaschinen pressen aus starker roter Pappe die Kopfformen verschiedener Größen. Zuerst wird der Karton zu Streifen geschnitten, dann werden mit einem Stanzmesser über einen Block die flachen Umrißformen ausgeschnitten. Elektromotorisch angetrieben arbeitet die Prägeform unter etwa 30 Zentner Druck die Köpfe aus,. Rund 40 Modelle, vom kleinsten Hermelinköpfchen bis zum Wolfsschädel werden auf diese Weise ausgestanzt und geformt. Zu jeder Hohlform in Stahlguß gehört ein entsprechendes Metallgegenstück, das genau passen und dabei noch aufs feinste den lichten Zwischenraum berücksichtigen muß, in dem die zu prägende Pappe gerade noch Platz hat.
Meist wird in die Kopfform die innere Nasenhöhlung für den kleinen Nasenspitzennagel eingekittet; kommt noch ein Gebiss hinzu, ist die Arbeit noch komplizierter.“

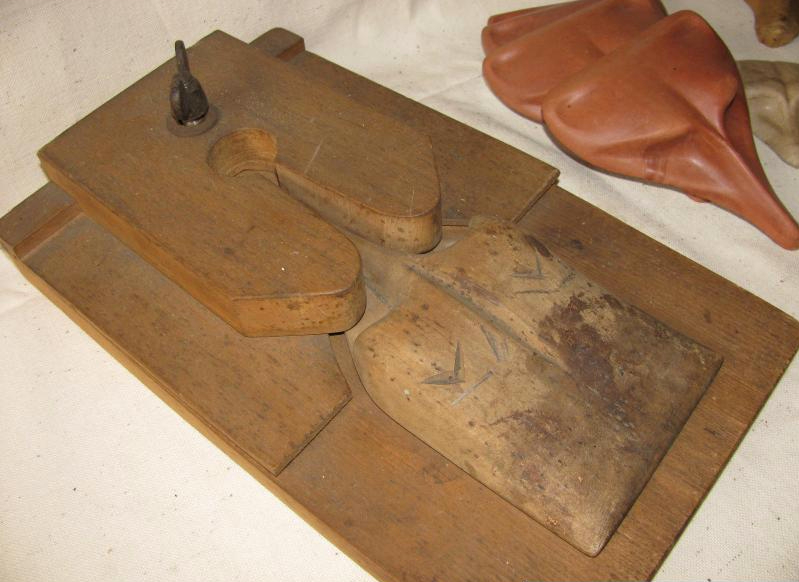
Fuchskopf-Pressvorrichtung zum Ausformen des Vorderkopfes
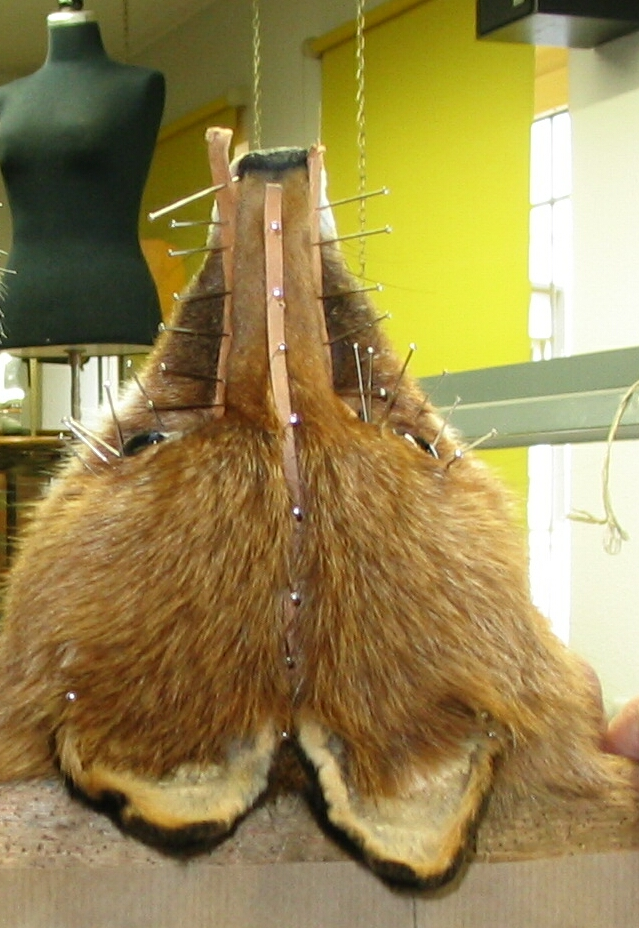
Ausgearbeiter Rotfuchskopf, Vorderkopf mit Pappstreifen geformt